# Explorer 51
Explorer 51, também denominado de AE-C (Atmospheric Explorer C), foi um satélite científico da NASA pertencente à séria Atmosphere Explorer lançado em 16 de dezembro de 1973 a partir da Estação da Força Aérea de Cabo Canaveral a bordo de um foguete Delta 1900.

## Características
A missão da Explorer 51 foi estudar a termosfera, a transferência de energia na mesma e os processos que determinam o seu estado. Também estudou os processos fotoquímicos associados à absorção da radiação solar ultravioleta fazendo medições coordenadas dos reagentes e a energia solar incidente.
O satélite tinha forma poliédrica com um diâmetro de cerca de 1,4 metros. Foi injetado em uma órbita inicial de 4263 km de apogeu, com 150 km de perigeu e 68,1 graus de inclinação orbital que foi alterada várias vezes durante o primeiro ano da missão através do sistema de propulsão de bordo para baixar o perigeu até 129 km. Mais tarde o perigeu foi aumentado novamente até os 390 km e a órbita foi circular. A órbita voltava a se elevar cada vez que o arrasto atmosférico fazia com que o satélite havia baixado até 250 km de altura.
O Explorer 51 era estabilizado através de rotação, com o eixo de rotação perpendicular ao plano orbital. A alimentação elétrica era fornecida por células solares e os dados obtidos podiam ser enviados ou em tempo real ou armazenados na gravadora de bordo para ser transmitidos mais tarde.
O Explorer 51 reentrou na atmosfera em 12 de dezembro de 1978.

## Instrumentos
O satélite levava instrumentos para medir a radiação solar ultravioleta, a temperatura, composição e densidade dos íons positivos, das partículas neutras e de elétrons, para medir as emissões do brilho atmosférico, os espectros de energia dos fotoelétrons e dos fluxos de prótons e elétrons com energias de até 25  keV.

## Resultados
Os dados do Explorer 51 serviram, entre outras coisas, para obter a distribuição angular de carga ao redor do satélite e poder comparar com os dados do Explorer 31 e modelar as emissões de íon hidroxila na atmosfera terrestre.